# Dinamarca nos Jogos Olímpicos de Verão de 1908
A Dinamarca participou dos Jogos Olímpicos de Verão de 1908 em Londres, no Reino Unido. Conquistou nenhuma medalha de ouro, duas medalhas de prata e três de bronze, somando cinco no total.